# Уиллоу-Валли (тауншип, Миннесота)
Уиллоу-Валли (англ. Willow Valley) — тауншип в округе Сент-Луис, Миннесота, США. На 2000 год его население составило 139 человек.

## География
По данным Бюро переписи населения США площадь тауншипа составляет 90,4 км², из которых 90,4 км² занимает суша, водоёмов нет.

## Демография
По данным переписи населения 2000 года здесь находились 139 человек, 55 домохозяйств и 37 семей. Плотность населения —  1,5 чел./км². На территории тауншипа расположено 87 построек со средней плотностью 1,0 построек на один квадратный километр. Расовый состав населения: 91,37 % белых, 7,91 % коренных американцев и 0,72 % приходится на две или более других рас.
Из 55 домохозяйств в 41,8 % воспитывались дети до 18 лет, в 50,9 % проживали супружеские пары, в 10,9 % проживали незамужние женщины и в 32,7 % домохозяйств проживали несемейные люди. 29,1 % домохозяйств состояли из одного человека, при том 12,7 % из — одиноких пожилых людей старше 65 лет. Средний размер домохозяйства — 2,53, а семьи — 3,08 человека.
31,7 % населения — младше 18 лет, 9,4 % — в возрасте от 18 до 24 лет, 18,7 % — от 25 до 44, 30,2 % — от 45 до 64, и 10,1 % — старше 65 лет. Средний возраст — 37 лет. На каждые 100 женщин приходилось 107,5 мужчин. На каждые 100 женщин старше 18 приходилось 106,5 мужчин.
Средний годовой доход домохозяйства составлял 30 000 долларов, а средний годовой доход семьи —  38 750 долларов. Средний доход мужчин —  50 000  долларов, в то время как у женщин — 38 125. Доход на душу населения составил 15 012 долларов. За чертой бедности не находилась ни одна семья и 4,0 % всего населения тауншипа, из которых 15,0 % старше 65 лет.